# Hansenium thomasi
Hansenium thomasi är en kräftdjursart som beskrevs av Bolstad och Brian Frederick Kensley 1999. Hansenium thomasi ingår i släktet Hansenium och familjen Stenetriidae. Inga underarter finns listade i Catalogue of Life.